# Электрометаллургия
Электрометаллургия — совокупность методов получения металлов, основанных на электролизе (электрохимия) или на нагреве электрическим током (электротермия). Эти методы применяют главным образом для получения очень активных металлов — щелочных, щёлочноземельных и алюминия, а также производства легированных сталей.

## Виды процессов
В электрометаллургии используются электротермические и электрохимические процессы. Электротермические процессы используются для выделения металлов из руд и концентратов, производства и рафинирования чёрных и цветных металлов и сплавов на их основе (электротермия). В этих процессах электрическая энергия является источником технологического тепла. Электрохимические процессы распространены в производстве чёрных и цветных металлов на основе электролиза водных растворов и расплавленных сред (электрохимия). За счёт электрической энергии осуществляются окислительно-восстановительные реакции на границах раздела фаз при прохождении тока через электролиты. Особое место в этих процессах занимает гальванотехника, в основе которой лежат электрохимические процессы оседания металлов на поверхность металлических и неметаллических изделий.
Электрохимические процессы охватывают плавку стали в дуговых и индукционных печах, спецэлектрометаллургию, рудовосстанавливающую плавку, включающую производство ферросплавов и штейнов, выплавку чугуна в шахтных электропечах, получения никеля, олова и других металлов.

## Электродуговая плавка
Электросталь, предназначенная для дальнейшего передела, выплавляется главным образом в дуговых печах с основной футеровкой. Важные преимущества этих печей перед другими сталеплавильными агрегатами (возможность нагрева металла до высоких температур за счёт электрической дуги, обновляемая атмосфера в печи, меньший угар легирующих элементов, высокоосновные шлаки, обеспечивающие существенное снижение содержания серы) обусловили их использование для производства легированных высококачественных сталей — коррозионностойких, инструментальных (в том числе быстрорежущих), конструкционных, электротехнических, жаропрочных и т. д., а также сплавов на никелевой основе.
Мировая тенденция развития электродуговой плавки — увеличение ёмкости отдельного агрегата до 200—400 тонн, удельной мощности трансформатора до 500—600 и более кВА/т, специализация агрегатов (в одних — только расплавление, в других — рафинирование и легирование), высокий уровень автоматизации и использования ЭВМ для программного управления плавкой. В печах повышенной мощности экономически целесообразно плавить не только легированную, но и обычную углеродистую сталь. В развитых странах доля углеродистой стали от общего объёма электростали, выплавляемой в электропечах, составляет 50 % и более. В СССР в электропечах выплавлялось ~80 % легированного металла.
Для выплавки специальных сталей и сплавов приобретают распространение плазменно-дуговые печи с основным керамическим тиглем (ёмкостью до 30 т), оборудованные плазмотронами постоянного и переменного тока (Плазменная металлургия). Дуговые электропечи с кислотной футеровкой используют для плавки металла, предназначенного для стального литья. Кислотный процесс в целом более высокопродуктивный, чем основной, из-за кратковременности плавки, благодаря меньшей продолжительности окислительного и восстановительного периодов. Кислотная сталь дешевле основной вследствие меньшего расхода электроэнергии, электродов, лучшей стойкости футеровки, меньшим затратам окислителей и возможности осуществления кремневосстанавливающего процесса. Дуговые печи ёмкостью до 100 тонн широко используются также для плавки чугуна в чугуноплавильных цехах.

## Индукционная плавка
Плавка стали в индукционной печи, осуществляемая в основном методом переплавки, сводится, как правило, к расплавлению шихты, раскислению металла и отпуску. Это обуславливает высокие требования к шихтовым материалам с содержанием вредных примесей (P, S). Выбор тигля (основной или кислый) обуславливается свойствами металла. Чтобы кремнезём футеровки не восстанавливался в процессе плавки, стали и сплавы с повышенным содержанием Mn, Ti, Al выплавляют в основном тигле. Существенный недостаток индукционной плавки — холодные шлаки, которые нагреваются только от металла. В ряде конструкций этот недостаток устраняется путём плазменного нагрева поверхности металл-шлак, что позволяет также значительно ускорить расплавление шихты. В вакуумных индукционных печах выплавляют чистые металлы, стали и сплавы соответствующего назначения (вакуумная плавка). Ёмкость существующих печей составляет от нескольких килограмм до десятков тонн. Вакуумную индукционную плавку интенсифицируют продувкой инертными (Ar, Ne) и активными (CO, CH4) газами, электромагнитным перемешиванием металла в тигле, продувкой металла шлакообразующими порошками.

## Спецэлектрометаллургия
Спецэлектрометаллургия охватывает новые процессы плавки и рафинирования металлов и сплавов, которые получили развитие в 50—60-х гг. XX столетия для удовлетворения потребностей современной техники (космической, реактивной, атомной, химического машиностроения и др.) в конструкционных материалах с высокими механическими свойствами, жаропрочностью, коррозионной стойкостью и т. д. Спецэлектрометаллургия включает вакуумную дуговую плавку, электроннолучевую плавку, электрошлаковую переплавку и плазменно-дуговую плавку. Этими методами переплавляют стали и сплавы ответственного назначения, тугоплавкие металлы — вольфрам, молибден, ниобий и их сплавы, высокореакционные металлы — титан, ванадий, цирконий, сплавы на их основе и др. Вакуумная дуговая плавка была предложена в 1905 году В. фон Больтоном (Германия); в промышленных масштабах этот метод впервые был использован для плавки титана В. Кроллом (США) в 1940 году. Метод электрошлакового переплава разработан в 1952—53 гг. в Институте электросварки им. Патона АН УССР. Для получения сталей и сплавов на никелевой основе особо ответственного назначения используют разные варианты дуплекс-процессов, наиважнейший из которых — объединение вакуумной индукционной плавки и вакуумно-дуговой переплавки. Особое место в спецэлектрометаллургии занимает вакуумная гарнисажная плавка, в которой источниками тепла служат электрическая дуга, электронный луч, плазма. В этих печах, используемых для высокоактивных и тугоплавких металлов (W, Mo и др. и сплавы на их основе), порция редкого металла в водоохлаждаемом тигле с гарнисажем используется для получения слитков и фасонных отливок.

## Рудовосстанавливающая плавка
Рудовосстанавливающая плавка включает производство ферросплавов, продуктов цветной металлургии — медных и никелевых штейнов, свинца, цинка, титановых шлаков и др. Процесс заключается в восстановлении природных руд и концентратов углеродом, кремнием и другими восстановителями при высоких температурах, которые создаются главным образом за счёт мощной электрической дуги (Рудотермическая печь). Восстанавливающие процессы обычно являются непрерывными. По мере проплавления подготовленную шихту загружают в ванну, а полученные продукты периодически выпускают из электропечи. Мощность таких печей достигает 100 МВА. На некоторых предприятиях на основе рудовосстанавливающей плавки производится чугун в электродоменных печах или электродуговых бесшахтных печах.

## Электрохимические процессы получения металлов
Г. Деви в 1807 впервые использовал электролиз для получения натрия и калия.
В конце 1970-х гг. методом электролиза были получены более 50 металлов, в частности медь, никель, алюминий, магний, калий, кальций. Различают 2 типа электролитических процессов. Первый связан с катодным оседанием металлов из растворов, полученных методами гидрометаллургии; в этом случае восстановлению (откладыванию) на катоде металла из раствора отвечает реакция электрохимического окисления аниона на нерастворимом аноде.
Второй тип процессов связан с электролитическим рафинированием металла из его сплава, из которого изготавливается растворимый анод. На первой стадии в результате электролитического растворения анода металл переводится в раствор, на второй стадии он оседает на катоде. Последовательность растворения металлов на аноде и осаждения на катоде определяется предел напряжения. Однако в реальных условиях потенциалы выделения металлов существенно зависят от величины перенапряжения водорода на соответствующем металле. В промышленных масштабах рафинируют цинк, марганец, никель, железо и другие металлы; алюминий, магний, калий и др. получают электролизом расплавленных солей при 700—1000 °C. Последний способ связан с бо́льшим потреблением электроэнергии (15—20 тыс. кВт-час/т) в сравнении с электролизом водных растворов (до 10 тыс. кВт-час/т).

## История
В начале XIX века В. В. Петров увидел возможность получения при помощи электрической дуги чистых металлов из их оксидов (руд). Этот процесс восстановления металлов лежит в основе современной электрометаллургии. Первые дуговые электрические печи для восстановления из руд были построены в конце 1870 годов. Но электропечи расходуют очень много электроэнергии, поэтому их промышленное применение началось только тогда, когда стали строить мощные электростанции и была решена проблема передачи электрической энергии на расстояние.